# North American Floorball League 2024
Die North American Floorball League 2024 war die 3. Saison des Wettbewerbs. Die Hauptrunde wurde vom 13. bis zum 26. Juli 2024 ausgespielt, die Play-offs fanden am 27. und 28. Juli 2024 statt. Der Vorjahreszweite, Fresno Force, konnte erstmals den Meistertitel gewinnen.
Die Spiele fanden in dieser Saison an drei Orten in den USA statt: Austin (Texas), Nashville (Tennessee) und Duluth (Minnesota).

## Modus
2024 spielten, wie schon im Vorjahr, 6 Teams in der Hauptrunde. Die besten vier Mannschaften qualifizierten sich am Ende der Hauptrunde für die Play-offs, bei denen anschließend der Meister ermittelt wird. Im Gegensatz zu den meisten europäischen Ligen werden für einen Sieg nach Verlängerung oder Penaltyschießen nicht nur zwei, sondern die vollen drei Punkte vergeben.

## Teilnehmer
- Fresno Force (Fresno, Kalifornien)
- Minnesota Growlers (Woodbury, Minnesota)
- Texas 39ers (Austin, Texas)
- Fort Worth Jaguars (Fort Worth, Texas)
- Aviators Floorball of Ohio (Columbus, Ohio)
- Seattle Sockeyes (Seattle, Washington)

Im Vergleich zum Vorjahr gab es zwei Änderungen im Teilnehmerfeld. Der Sieger der ersten zwei Saisons, Florida Vikings, nahm nicht mehr an der Liga teil und wurde durch die Seattle Sockeyes ersetzt. Darüber hinaus wurden die Texas Tornadoes in Texas 39ers umbenannt.

## Hauptrunde
| Rg. | Team                       | Sp | S | NnV | NnPS | N | T     | TD  | Pkt. |
| --- | -------------------------- | -- | - | --- | ---- | - | ----- | --- | ---- |
| 1.  | Fresno Force               | 10 | 8 | 0   | 0    | 2 | 93:61 | +32 | 24   |
| 2.  | Minnesota Growlers         | 10 | 6 | 0   | 1    | 3 | 76:68 | +8  | 19   |
| 3.  | Texas 39ers                | 10 | 6 | 0   | 0    | 4 | 58:55 | +3  | 18   |
| 4.  | Fort Worth Jaguars         | 10 | 5 | 0   | 0    | 5 | 59:66 | −7  | 15   |
| 5.  | Aviators Floorball of Ohio | 10 | 3 | 1   | 1    | 5 | 55:65 | −10 | 11   |
| 6.  | Seattle Sockeyes           | 10 | 2 | 0   | 0    | 8 | 64:90 | −26 | 06   |

## Play-offs
|  | Halbfinale | Halbfinale         | Halbfinale |  |  | Finale | Finale       | Finale |
|  |            |                    |            |  |  |        |              |        |
|  |            |                    |            |  |  |        |              |        |
|  | 1          | Fresno Force       | 7          |  |  |        |              |        |
|  | 4          | Fort Worth Jaguars | 4          |  |  |        |              |        |
|  |            |                    |            |  |  | 1      | Fresno Force | 7      |
|  |            |                    |            |  |  | 3      | Texas 39ers  | 6      |
|  | 2          | Minnesota Growlers | 6          |  |  |        |              |        |
|  | 3          | Texas 39ersV       | 7          |  |  |        |              |        |
|  |            |                    |            |  |  |        |              |        |

V Sieg nach Verlängerung